# Ciało globalne
Ciała globalne – skończone rozszerzenia ciała liczb wymiernych (zwane ciałami liczb algebraicznych) oraz ciała {\displaystyle \mathbb {F} _{q}(t)} funkcji wymiernych jednej zmiennej nad ciałami {\displaystyle q}-elementowymi (zwane globalnymi cialami funkcyjnymi).

## Przykłady
- kwadratowe ciała liczbowe {\displaystyle \mathbb {Q} ({\sqrt {d}}),} gdzie d jest liczbą całkowitą niebędącą kwadratem żadnej liczby naturalnej różnej od 1, np. {\displaystyle \mathbb {Q} ({\sqrt {2}}),}
- ciała funkcji algebraicznych nad ciałem skończonym takie jak {\displaystyle \mathbb {F} _{25}(t)({\sqrt {1-t^{2}}}).}

Te dwie klasy ciał wyróżnia się, bo po pierwsze mają dużo nierównoważnych metryk zgodnych z działaniami (norm, waluacji), a po drugie szereg obiektów związanych z ciałami dla ciał globalnych można wyznaczyć badając (prostsze) obiekty związane z ich uzupełnieniami we wszystkich metrykach. Takie uzupełnienie jest ciałem lokalnym.
Na przykład w ciele liczb wymiernych można wprowadzić dokładnie jedną metrykę archimedesową, którą jest wartość bezwzględna różnicy:
{\displaystyle \varrho (x,y)=|x-y|,\,x,y\in \mathbb {Q} }
Uzupełnieniem przestrzeni {\displaystyle (\mathbb {Q} ,\varrho )} jest zbiór liczb rzeczywistych, który sam jest ciałem (z naturalnie wprowadzonymi działaniami),
Dla każdej liczby pierwszej p można natomiast wprowadzić, tzw. metrykę p-adyczną
{\displaystyle \varrho _{p}(x,y)=|x-y|_{p},\,x,y\in \mathbb {Q} }
gdzie:
{\displaystyle |0|_{p}=0}
{\displaystyle |r|_{p}=p^{-w_{p}(r)}}
oraz {\displaystyle w_{p}(r)} jest wykładnikiem przy podstawie {\displaystyle p} w rozkładzie liczby wymiernej r na czynniki pierwsze:
{\displaystyle r=\operatorname {sgn}(r)\cdot 2^{w_{2}(r)}\cdot 3^{w_{3}(r)}\cdot 5^{w_{5}(r)}\cdot 7^{w_{7}(r)}\cdot \ldots }
Uzupełnieniem przestrzeni {\displaystyle (\mathbb {Q} ,\varrho _{p})} jest ciało liczb p-adycznych.
Grupa multiplikatywna, Brauera, Witta itd. ciała liczb wymiernych jest (izomorficzna z) podgrupą produktu grup multiplikatywnych, Brauera, Witta itd. jego uzupełnień. Grupy Brauera czy Witta ciał lokalnych można wyznaczyć stosunkowo łatwo.